# Arzachena Academy Costa Smeralda
El Arzachena Academy Costa Smeralda es un club de fútbol de Italia, con sede en Arzachena, en la región de Cerdeña. Fue fundado en 1964 y refundado en 2019. Compite en la Promozione Cerdeña, sexta categoría del fútbol italiano.

## Historia
El primer club de fútbol en la ciudad de Arzachena fue fundado en 1964 bajo el nombre de Gruppo Sportivo Luisiana, el cual cambió su nombre a Polisportiva Arzachena al final de la temporada 1973-74.
El club después de comenzar sus actividades de competición en los campeonatos regionales, ganó por primera vez la promoción al Campionato Interregionale  al final de la temporada 1982-83, a continuación, después de varios años en las divisiones regionales, a partir de la temporada 1999-00 tuvo parte de la nueva Serie D, sin embargo descendió nuevamente después de solo un año. El retorno a la más alta división amateur para el Esmeralda, llegó después de la victoria en el campeonato de Eccellenza Sardegna 2002-03, militando en esta categoría hasta la temporada 2016-17, en la cual obtuvo el primer lugar en su grupo, y de esta manera ganar el derecho a registrarse para la siguiente temporada de la Lega Pro. Después de 18 temporadas en Serie D, de las cuales 14 han sido de manera ininterrumpida, esta es la primera participación en una liga profesional para la institución de Cerdeña.
En el verano de 2017, con el desembarco en el mundo profesional, cambia de nombre y pasa a la nomenclatura de Arzachena Costa Smeralda Calcio. En 2019, es exluido de la Serie C por incumplimientos financieros y, con una nueva propiedad y un nuevo nombre (Arzachena Academy Costa Smerdalda), se inscribe en la Serie D.

## Palmarés

### Torneos interregionales
- Serie D (1): 2016-17 (Grupo G)

### Torneos regionales
- Eccellenza Cerdeña (2): 1997-98, 2002-03
- Promozione Cerdeña (1): 1993-94 (Grupo B)
- Prima Categoria Cerdeña (3): 1981-82 (Grupo D), 1992-93 (Grupo D), 2023-24 (Grupo D)
- Seconda Categoria Cerdeña (1): 1965-66 (Grupo F)